# إكس-آرم
إكس-آرم(باليابانية: エクスアーム، بالروماجي: Ekusu Āmu) هي سلسلة مانغا من تأليف هيروك ورسم شينيا كومي، نشرت من قبل شوئيشا في مجلة Grand Jump في 18 فبراير 2015 حتى 6 ديسمبر 2017، ثم أنتقلت إلى تطبيق شونن جمب+، في 20 ديسمبر 2017 حتى 26 يونيو 2019، وتم تجميع فصول المانغا من قبل شوئيشا في 14 مجلد تانكوبون. أنتجت المانغا إلى مسلسل أنمي تلفزيوني من قبل استوديو Visual Flight، عرض الأنمي في 11 يناير عام 2021 واستمر عرضه حتى 29 مارس عام 2021، وتكون من 12 حلقة.

## القصة
تدور أحداث القصة في عام 2014 عن طالب في مدرسة ثانوية اسمه أكيرا ناتسومي الذي يعاني من رهاب من الأجهزة الكهربائية، فجأة يموت في حادث سيارة. بعد مرور 16 عامًا، شرطية اسمها مينامي أوينوزونو وشريكها الروبوت ألما، التي تحاول سرقة سلاح اسمه إكس آرم، من الأعداء الذين يريدون استخدامه
لأغراضهم الخاصة.

## الشخصيات
أكيرا ناتسومي (باليابانية: 夏目 アキラ، بالروماجي: Natsume Akira)
أداء صوتي: سوما سايتو
مينامي أويزونو (باليابانية: 上園 美波، بالروماجي: Uezono Minami)
أداء صوتي: ميكاكو كوماتسو
آرما (باليابانية: アルマ، بالروماجي: Aruma)
أداء صوتي: أكاري كيتو
سوشي شيغا (باليابانية: 士牙 総司، بالروماجي: Shiga Sōshi)
أداء صوتي: دايسكي ناميكاوا
شيماغي روكوين (باليابانية: 鹿王院 千景، بالروماجي: Rokuōin Chikage)
أداء صوتي: سوميري أويساكا
أليسا هيميغامي (باليابانية: アリサ 姫神، بالروماجي: Arisa Himegami )
أداء صوتي: يوي إيشيكاوا
كيمورا (باليابانية: キムラ، بالروماجي: Kimura)
أداء صوتي: تاكو ياشيرو
كوندو (باليابانية: 近藤، بالروماجي: Kondō)
أداء صوتي: شومارو زوزا
شويتشي ناتسومي (باليابانية: 夏目 柊一، بالروماجي: Natsume Shūichi)
أداء صوتي: كوجي يوسا
سوما (باليابانية: 蒼真، بالروماجي: Sōma)
أداء صوتي: يو كوباياشي
يغدراسيل (باليابانية: ユグドラシル، بالروماجي: Yugudorashiru)
أداء صوتي: ميو توميتا
كاوري موناكاتا (باليابانية: 宗像 香織، بالروماجي: Munakata Kaori)
أداء صوتي: ساتومي أراي
إيلميرا (باليابانية: エルミラ، بالروماجي: Erumira)
أداء صوتي: أزومي واكي
ثروهاند (باليابانية: スルーハンド، بالروماجي: Surūhando)
أداء صوتي: تاكايا كورودا

## وصلات خارجية
- الموقع الرسمي (باليابانية)
- موقع المانغا الرسمي (باليابانية)
- موقع الأنمي الرسمي (باليابانية)
- إكس-آرم  على موقع Ultra Jump (باليابانية)
- إكس-آرم على موقع ANN manga (الإنجليزية)